# Liste der Geotope im Landkreis Main-Spessart
Diese Liste enthält die Geotope des unterfränkischen Landkreises Main-Spessart in Bayern.
Die Liste enthält die amtlichen Bezeichnungen für Namen und Nummern des Bayerischen Landesamt für Umwelt (LfU) sowie deren geographische Lage. Diese Liste ist möglicherweise unvollständig. Im Geotopkataster Bayern sind etwa 3.400 Geotope (Stand März 2020) erfasst. Das LfU sieht einige Geotope nicht für die Veröffentlichung im Internet geeignet. Einige Objekte sind zum Beispiel nicht gefahrlos zugänglich oder dürfen aus anderen Gründen nur eingeschränkt betreten werden.
| Name                                                    | Bild           | Geotop ID | Gemeinde / Lage                        | Geologische Raumeinheit      | Beschreibung | Fläche m² / Ausdehnung m | Geologie | Aufschlussart                  | Wert               | Schutzstatus                                           | Bemerkung                       |
| ------------------------------------------------------- | -------------- | --------- | -------------------------------------- | ---------------------------- | --- | ------------------------ | --- | ------------------------------ | ------------------ | ------------------------------------------------------ | ------------------------------- |
| Ehem. Steinbruch NNE von Ansbach                        |                | 677A001   | Roden Position                         | Spessart                     | Der ehemalige Abbau im Wellenkalk wurde zeitweise als Lagerplatz genutzt. Auf der freigelegten Schichtoberfläche der Oolithbank Alpha tritt ein lockeres Fossilienpflaster mit verschiedenen Besonderheiten auf. | 3200 80 × 40             | Typ: Tierische Fossilien, Gesteinsart Art: Kalkstein                                                              | Steinbruch                     | wertvoll           | kein Schutzgebiet                                      |                                 |
| Buntsandstein-Profil WSW von Gambach                    |                | 677A004   | Karlstadt Position                     | Westliche Fränkische Platten | Der Aufschluss ist Teil des Profils an der Gambacher Steige. An dem durch einen Fußweg gequerten Aufschluss ist die Schichtenfolge vom Felssandstein bis zum Thüringischen Chirotheriensandstein dokumentiert. Besonders bemerkenswert sind die Karneol-Dolomit-Schichten in einer besonderen Erhaltung mit fossilem Bodenhorizont und Wurzelröhren. Der Solling-Sandstein zeigt eine typische Ausbildung mit fluviatilen Sedimentstrukturen. | 40 20 × 2                | Typ: Typlokalität, Schichtfolge, Sedimentstrukturen, Tierische Fossilien, Fossiler Boden Art: Sandstein           | Steinbruch                     | besonders wertvoll | Naturschutzgebiet, FFH-Gebiet                          |                                 |
| Ehem. Muschelkalkbruch am Geiersberg NW von Birkenfeld  |                | 677A005   | Birkenfeld Position                    | Westliche Fränkische Platten | In dem aufgelassenen Steinbruch ist der obere Teil des Unteren Muschelkalks aufgeschlossen. Die erschlossene Schichtenfolge beginnt im Liegenden der Spiriferinabank und endet im Niveau der 1. Schaumkalkbank. Diese 1. Schaumkalkbank zeigt eine diagenetische Unterbank mit Schrumpfungsrissen und Bohrspuren. Die Wellenkalkfolgen beinhalten Rutschungsstrukturen, die bis zur völligen Auflösung der Schichtung und zu einem konglomeratischen Habitus entwickelt sein können. | 800 40 × 20              | Typ: Gesteinsart, Schichtfolge, Tierische Fossilien Art: Kalkstein                                                | Steinbruch                     | bedeutend          | kein Schutzgebiet                                      |                                 |
| Ehem. Gipsbruch N von Stetten                           |                | 677A006   | Karlstadt Position                     | Westliche Fränkische Platten | Die ehemalige Gipsgrube zeigt die Schichtenfolge von den Orbicularis-Schichten des Unteren Muschelkalks bis zu Residualtonen und -mergeln des Mittleren Muschelkalks. Es dominieren dolomitische Kalkmergel und ausgelaugte Zellendolomite der basalen Schichten des Mittleren Muschelkalks. An der Basis des Mittleren Muschelkalks wurde das Stettener Konglomerat identifiziert, ein intraklastenreicher Kalkstein mit zahlreichen Vertebratenresten, dessen Typuslokalität der Aufschluss ist. | 7500 150 × 50            | Typ: Schichtfolge, Gesteinsart, Tierische Fossilien Art: Kalkstein                                                | Steinbruch                     | wertvoll           | FFH-Gebiet                                             |                                 |
| Ehem. Steinbruch am Grainberg S von Gambach             | weitere Bilder | 677A007   | Karlstadt Position                     | Westliche Fränkische Platten | In dem aufgelassenen Bruch sind die untersten Schichten des Unteren Muschelkalks vom Grenzgelbkalkstein bis zur Wellenkalkfolge 1 aufgeschlossen. Oberhalb des Grenzgelbkalksteins sind mehrere Festgründe und Hartgründe entwickelt, die teilweise fossil verbohrt sind (Bohrwürmerbank). | 100 20 × 5               | Typ: Schichtfolge, Gesteinsart, Tierische Fossilien Art: Kalkstein                                                | Steinbruch                     | besonders wertvoll | Naturschutzgebiet, FFH-Gebiet                          |                                 |
| Muschelkalkprofil Kalbenstein SE von Gambach            | weitere Bilder | 677A009   | Karlstadt Position                     | Westliche Fränkische Platten | Am ehemaligen Prallhang des Mains ist nahezu der gesamte Untere Muschelkalk in typischer Ausbildung mit detaillierter Schichtenfolge erschlossen. Diese ist vom Wanderweg einsehbar. Ein Klettersteig führt durch die Wand. Verwerfungen sind für häufige Felsstürze verantwortlich, die vor der Wand eine spezifische morphologische Situation erzeugten. Die Hänge des Kalbensteins und des Grainbergs tragen Kalktrockenrasen und Trockenwaldvegetation. | 220000 2000 × 110        | Typ: Schichtfolge, Felswand/-hang, Felssturz, Karst-Horizontalhöhle, Prallhang Art: Kalkstein                     | Prallhang/Flussbett/Bachprofil | wertvoll           | Naturschutzgebiet, FFH-Gebiet                          | Bayerns schönste Geotope Nr. 35 |
| Ehem. Steinbruch NE von Himmelstadt                     |                | 677A010   | Karlstadt Position                     | Westliche Fränkische Platten | In dem ehemaligen Steinbruch ist die Schichtenfolge von der Wellenkalksteinfolge 3 bis zur Wellenkalksteinfolge 4 aufgeschlossen. Mehrere Horizonte zeigen Rutschungserscheinungen einschließlich Sigmoidalklüftung. Eine parallel zum Main verlaufende komplexe Störung ist als Abschiebung mit Y-förmiger Grabenscholle als Resultat einer mehrphasigen Beanspruchung. | 3600 120 × 30            | Typ: Störung, Gesteinsart, Schichtfolge, Sedimentstrukturen Art: Kalkstein                                        | Steinbruch                     | bedeutend          | FFH-Gebiet                                             |                                 |
| Ehem. Tongrube NE von Wiesenfeld                        |                | 677A012   | Karlstadt Position                     | Spessart                     | Die ehemalige Tongrube der Ziegelei Wiesenfeld ist ein nach Westen gerichteter Aufschluss in den Oberen Röttonsteinen, wobei die untere Hälfte der Aufschlusswand größtenteils verstürzt ist. Innerhalb der dominierenden Abfolge von violettroten mergeligen Ton- und Schluffsteinen sind weißliche Dolomit- und Feinsandlagen sowie grünliche Reduktionshorizonte erkennbar. Feinstratigraphisch sind auch Sedimentationszyklen in den Playa-Ablagerungen feststellbar. | 4800 160 × 30            | Typ: Gesteinsart Art: Tonstein, Schluffstein                                                                      | Steinbruch                     | wertvoll           | kein Schutzgebiet                                      |                                 |
| Straßenaufschluss und Steinbruch SW von Marktheidenfeld |                | 677A013   | Marktheidenfeld Position               | Spessart                     | Entlang der Straße am südlichen Ortsende von Marktheidenfeld sind am rechtsmainischen Prallhang die Schichtenfolge der Hardegsen-Wechselfolge und der hangende Felssandstein aufgeschlossen. Im Straßenniveau sind etliche Felsenkeller in die Sandsteine vorgetrieben. Der höphere Teil der Hardegson-Wechselfolge ist in einem ehemaligen Steinbruchbereich erschlossen, in dem Schichtflächen teilweise von Spurenfossilien übersät sind. | 9000 300 × 30            | Typ: Schichtfolge, Gesteinsart, Tierische Fossilien Art: Sandstein, Schluffstein                                  | Steinbruch                     | wertvoll           | Landschaftsschutzgebiet, Naturpark                     |                                 |
| Straßenaufschluss S von Tiefenthal                      |                | 677A014   | Erlenbach bei Marktheidenfeld Position | Westliche Fränkische Platten | Das Straßenprofil erschließt die Schichtenfolge des Unteren Muschelkalks vom Niveau des Spiriferinabank bis zu den Schaumkalkbänken. In einigen der Wellenkalk-Pakete sind deutliche Rutschungserscheinungen zu erkennen, die interessante sedimentologische Aspekte dokumentieren. | 1000 100 × 10            | Typ: Schichtfolge, Gesteinsart Art: Kalkstein                                                                     | Böschung                       | bedeutend          | kein Schutzgebiet                                      |                                 |
| Stelzenbachschlucht S von Burg Rothenfels               |                | 677A015   | Rothenfels Position                    | Spessart                     | Das weitgehend natürliche Hangprofil unter der Burg Rothenfels erschließt die Schichtenfolge des Mittleren Buntsandsteins vom Niveau der Hardegsen-Wechselfolge bis zum Felssandstein und lateral bis zum Solling-Sandstein. Die Abfolge dokumentiert die Variabilität in der lithologischen Ausbildung und dem sedimentologischen Inventar der Sandstein-Pakete. | 8000 200 × 40            | Typ: Schichtfolge, Gesteinsart Art: Sandstein                                                                     | Hanganriss/Felswand            | wertvoll           | Naturpark                                              |                                 |
| Felsen am Bahnhof Partenstein                           |                | 677A016   | Partenstein Position                   | Spessart                     | Das Profil am Bahnhof von Partenstein erschließt den Dickbank-Sandstein (ehemals Unterer Miltenberger Sandstein, Calvörde-Formation). Der Sandstein ist fein- bis mittelkörnig, tonig-eisenschüssig, teils schwach quarzitisch gebunden, blassviolettrot, teils weißgeflammt. In einigen Partien sind typische fluviatile Sedimentstrukturen zu erkennen (bankinterne Schrägschichtungskörper, Akkumulationen von Tongallen, Schleifmarken). | 1000 100 × 10            | Typ: Schichtfolge, Gesteinsart Art: Sandstein                                                                     | Böschung                       | wertvoll           | Naturpark                                              |                                 |
| Muschelkalkbruch an der Langen Lage W von Karlburg      |                | 677A017   | Karlstadt Position                     | Westliche Fränkische Platten | Der kleine, ehemalige Muschelkalk-Steinbruch erschließt die Schichtenfolge des Unteren Muschelkalks von der Wellenkalkfolge 7 bis zum Hangenden der 2. Schaumkalkbank. An den ehemaligen Abbauwänden ist die ablagerungsgeschichtliche Entwicklung mit deutlichen Rutschungen und Injektionsgefügen beispielhaft erhalten. | 1800 60 × 30             | Typ: Schichtfolge, Gesteinsart Art: Kalkstein                                                                     | Steinbruch                     | bedeutend          | kein Schutzgebiet                                      |                                 |
| Tongrube NE von Wiesenfeld                              |                | 677A018   | Karlstadt Position                     | Spessart                     | In der Tongrube wurden Röttonsteine und Myophorienschichten des Oberen Buntsandsteins abgebaut. Die Grube ist der eindrucksvollste und besterhaltene Aufschluss in dieser Schichtfolge in Bayern. Einzigartig ist hier die Vulgaris-Costata-Bank aufgeschlossen, die eine überregional wichtige Zeitmarke im Oberen Buntsandstein darstellt. In ihr kommen die Muscheln Costatoria costata und Myophoria vulgaris gemeinsam vor. | 15000 150 × 100          | Typ: Standard-/Referenzprofil, Schichtfolge, Tierische Fossilien Art: Tonstein                                    | Lehmgrube/Tongrube/Mergelgrube | besonders wertvoll | kein Schutzgebiet                                      |                                 |
| Ehem. Sandsteinbruch Steinernes Haus W von Lohr         |                | 677G001   | Rechtenbach Position                   | Spessart                     | Bei dem ehemaligen Sandsteinabbau wurde viel Abraum in Hügeln um den Bruch gelagert. An der Hangkante sind große Felssandsteinplatten freigestellt, die deutliche Schrägschichtungskörper aufweisen. Unter den Blöcken wurde das Lockermaterial ausgeräumt und ein Hohlraum erweitert, davor liegen Reste einer Plattform bzw. Buntwehr. Diese Unterkunft dürfte von Steinbrucharbeitern bzw. Köhlern genutzt worden sein. | 8000 200 × 40            | Typ: Steinbruch/Grube, Gesteinsart Art: Sandstein                                                                 | Steinbruch                     | wertvoll           | Landschaftsschutzgebiet, FFH-Gebiet, Vogelschutzgebiet |                                 |
| Ehem. Schwerspatabbau W von Rechtenbach                 |                | 677G002   | Forst Lohrerstraße Position            | Spessart                     | Vom ehemaligen Schwerspatabbau sind lediglich Abraumhalden sowie das verstürzte Mundloch zu erkennen. Im Material der Bergehalden findet man noch viele Stücke von Schwerspat und Begleitmineralen. 300 m südwestlich und höher am Hang in der Kurve des Forstwegs liegen auf der Halde eines Schurfs eigenartige Baryt-Brekzien, bei denen es sich wohl um frühe Gussversuche eines Kunststeins handelt. Während des Zweiten Weltkriegs wurde der Stein für schwere Mastfundamente verwendet. Heute werden Strahlenschutzräume daraus gebaut. | 1400 70 × 20             | Typ: Stollen, Halde Art: Sandstein                                                                                | Tunnel/Stollen/Schacht         | bedeutend          | Landschaftsschutzgebiet, FFH-Gebiet, Vogelschutzgebiet |                                 |
| Schwerspatgrube Erichstollen NE von Partenstein         | weitere Bilder | 677G003   | Partenstein Position                   | Spessart                     | Die seit 1964 stillgelegte Anlage am Erichstollen dokumentiert Reste des bedeutendsten Schwerspatabbaus im Spessart. Näheres vermittelt das kleine Bergbaumuseum im alten Schulgebäude neben dem Rathaus von Partenstein. Der Stollen wurde 1919 bis 1922 über 520 m vom Marienschacht als Abfuhrstollen der 37-m-Sohle des produktiven Erichstollen aufgefahren, um den Schwerspat auf Loren leichter aus dem Berg zu holen und über das Schnepfenthal abtransportieren zu können. Um das Stollenmundloch sind Reste der Mineralisation an einem NW-SE streichenden Gang zu sehen. Im Haldenmaterial des nahe gelegenen Verladebunkers sind noch Schwerspat-Stücke zu finden. | 4500 150 × 30            | Typ: Stollen, Halde, Mineralien Art: Gangmineralisation, Sandstein                                                | Tunnel/Stollen/Schacht         | wertvoll           | Landschaftsschutzgebiet, Naturpark                     |                                 |
| Heidenloch NW von Birkenfeld                            |                | 677H001   | Birkenfeld Position                    | Westliche Fränkische Platten | Die relativ große Karsthöhle im Wellenkalk (Schichten unter der 2. Schaumkalkbank ausgeaugt) ermöglicht Rückschlüsse auf die Landschaftsgeschichte. Nach etwa 40 m Länge Verfüllung mit Höhlenlehm. Nach einem tödlichen Unfall wurde die Höhle mit einem Gitter verschlossen. | 54 30 × 2                | Typ: Karst-Horizontalhöhle Art: Kalkstein                                                                         | Hanganriss/Felswand            | wertvoll           | Naturdenkmal                                           |                                 |
| Schächerloch NE von Bischbrunn                          |                | 677H002   | Esselbach Position                     | Spessart                     | Das Schächerloch ist eine Klufthöhle im Sollingsandstein, die künstlich erweitert wurde. Der Eingang in dem Felsenmeer-Areal besteht aus einem unscheinbaren, rechteckigen Loch, das in einen zwei Meter tiefen Schacht führt, von wo aus die ca. 15 m lange Spaltenhöhle ihren Ausgang nimmt. Die Höhle wurde seit dem Neolithikum genutzt und soll u. a. dem deutschen Kaiser Heinrich IV. als Unterschlupf gedient haben. | 30 15 × 2                | Typ: Kluft-/Tektonische Höhle Art: Sandstein                                                                      | Hanganriss/Felswand            | wertvoll           | Naturdenkmal, Landschaftsschutzgebiet, Naturpark       |                                 |
| Quelltopf Kühles Loch W von Münster                     | weitere Bilder | 677Q001   | Eußenheim Position                     | Westliche Fränkische Platten | Das Kühle Loch ist ein von mehreren Quellen im Unteren Muschelkalk gespeister, ca. 25 m langer Quellkopf, der zu den ergiebigsten in Unterfranken gehört. Der Quelltrichter ist vermutlich etwa 4 m tief, die Wassertemperatur liegt während des gesamten Jahres relativ konstant zwischen 8 und 12 °C. | 300 25 × 12              | Typ: Verengungsquelle Art: Kalkstein                                                                              | kein Aufschluss                | wertvoll           | Naturdenkmal                                           |                                 |
| Tufffelsen und Tuffhöhle am Schlossberg Homburg         |                | 677R001   | Triefenstein Position                  | Spessart                     | Der Aufschluss an der Straße zeigt ein Profil von den Unteren Röttonsteinen über den Rotquarzit zu den Oberen Röttonsteinen des Oberen Buntsandsteins. Die mesozoischen Schichten sind im unteren Bereich von mächtigen holozänen Kalksinterablagerungen überdeckt, in denen Pflanzen- und Tierreste eingebettet sind. Das kalkgesättigte Wasser entstammt der Burgquelle, die oberhalb den hangenden Schichten des Unteren Muschelkalks entspringt. | 3200 80 × 40             | Typ: Sinterbildung, Tuffhöhle, Pflanzliche Fossilien, Tierische Fossilien, Schichtquelle Art: Sandstein, Kalktuff | Hanganriss/Felswand            | wertvoll           | Naturdenkmal, Naturpark                                |                                 |
| Kalktuffwand im Klingelbachgraben W von Lengfurt        | weitere Bilder | 677R002   | Triefenstein Position                  | Spessart                     | An der Hangkante zum Maintal liegt das tief eingeschnittene Bachtal, das im Bereich des Plattensandsteins schluchtartige Einschnitte besitzt. Eine bis zum Talgrund reichende Kalktufftapete wird von Wässern der Quellaustritte im Rötton gebildet und bildet eine Halbhöhle. Die Schichtfolge ist fast vollständig aufgeschlossen. Der dichte Hang- und Schluchtwald ist Teil eines 170 ha großen Landschaftsschutzgebietes. | 6000 150 × 40            | Typ: Sinterbildung, Schlucht, Schichtfolge Art: Kalktuff, Sandstein                                               | Prallhang/Flussbett/Bachprofil | bedeutend          | Naturdenkmal, Landschaftsschutzgebiet, FFH-Gebiet      |                                 |
| Doline Soll-See WNW von Johannishof                     |                | 677R003   | Birkenfeld Position                    | Westliche Fränkische Platten | Die Auslaugung von Gips im Mittleren Muschelkalk verursachte die Bildung von Karsthohlformen in der Umgebung des Johannishof. Der Soll-See entstand durch Verschlammung einer großen Doline und bildet heute einen flachen, episodisch Wasser führenden Tümpel, der von dichtem Buschwerk und Bäumen umgeben ist. | 1200 40 × 30             | Typ: Doline Art: Kalkstein                                                                                        | kein Aufschluss                | bedeutend          | kein Schutzgebiet                                      |                                 |
| Felsfundamente der Karlsburg W von Karlstadt            | weitere Bilder | 677R004   | Karlstadt Position                     | Westliche Fränkische Platten | Unterhalb der Karlsburg ist die Schichtenfolge des Unteren Muschelkalks aufgeschlossen. Dort treten die Schaumkalkbänke als charakteristische Gesimsbildner auf. Im unteren Bereich der Felswand sind in den Wellenkalkfolgen Rutschungserscheinungen des semikonsolidierten Sediments dokumentiert. | 20000 200 × 100          | Typ: Felswand/-hang, Gesteinsart, Schichtfolge, Sedimentstrukturen Art: Kalkstein                                 | Hanganriss/Felswand            | wertvoll           | kein Schutzgebiet                                      |                                 |
| Maintalprallhang SE von Karlstadt                       | weitere Bilder | 677R005   | Karlstadt Position                     | Westliche Fränkische Platten | Zwischen Retzbach und Karlstadt sind weite Teile der Maintalhänge als Steilwände ausgebildet. Im oberen Bereich sind die Schaumkalkbänke aufgeschlossen und bilden auffällige Gesimse. Darüber tritt im Bereich der Orbicularis-Schichten und der wenig verwitterungsresistenten Gesteine des Mittleren Muschelkalks eine Hangverflachung ein. Diese Flächen werden als Reblagen genutzt. Darüber treten die Schichten des Oberen Muschelkalks auf. | 3600 120 × 30            | Typ: Prallhang Art: Kalkstein                                                                                     | Prallhang/Flussbett/Bachprofil | wertvoll           | FFH-Gebiet                                             |                                 |
| Mainprallhang Kallmuth N von Homburg                    | weitere Bilder | 677R006   | Triefenstein Position                  | Westliche Fränkische Platten | Oberhalb der berühmten Weinlage Homburger Kallmuth sind die obersten Schichten des Buntsandsteins und die basalen Schichten des Muschelkalks aufgeschlossen. Bemerkenswert ist die Schichtenfolge der selten aufgeschlossenen oberen Myophorienschichten des Röt und die komplette Abfolge im Grenzgelbkalkstein. Die Weinberge liegen auf den Röttonsteinen. Dies ist die einzige Stelle in Unterfranken, an der die Buntsandstein-Muschelkalk-Grenze lückenlos aufgeschlossen ist. | 40000 400 × 100          | Typ: Prallhang, Schichtfolge Art: Kalkstein, Tonstein, Mergelstein                                                | Böschung                       | besonders wertvoll | Naturschutzgebiet, Landschaftsschutzgebiet, FFH-Gebiet |                                 |
| Tretstein-Schlucht S von Eidenbacherhof                 | weitere Bilder | 677R007   | Gräfendorf Position                    | Rhön                         | In einem klammartigen Taleinschnitt nördlich der Fränkischen Saale liegt der Wasserriss Tretstein. Der dort fließende Bach exhumierte die verwitterungsresistenten Sandsteinbänke innerhalb der Röt-Folge, so dass einzelne, kleinere Wasserfälle entstanden. Eine Folge etwas höherer Kaskaden entstand im Niveau des Rötquarzits. | 12000 300 × 40           | Typ: Schlucht, Wasserfall Art: Sandstein                                                                          | Prallhang/Flussbett/Bachprofil | wertvoll           | Naturdenkmal, Landschaftsschutzgebiet, Naturpark       |                                 |
| Ringelbachschlucht NW von Gössenheim                    | weitere Bilder | 677R008   | Gössenheim Position                    | Westliche Fränkische Platten | Der steile, tief eingeschnittene Wasserriss bildet die Entwässerungsrinne der Rötquarzit-Fläche nördlich der unteren Wern. Durch Ausräumung der Unteren Röttonsteine und Unterspülung der unteren Rötquarzit-Bank kommt es zum Abbrechen von Rötquarzitblöcken und zur Blockstrombildung. Die Blöcke zeigen Schrägschichtung und Oszillationsrippeln. | 75000 250 × 300          | Typ: Blockstrom, Schlucht Art: Sandstein                                                                          | Prallhang/Flussbett/Bachprofil | wertvoll           | Naturdenkmal                                           |                                 |
| Maintalprallhang SE von Retzbach                        |                | 677R009   | Zellingen Position                     | Westliche Fränkische Platten | Westlich von Retzbach sind die oberen Schichten des Wellenkalks aufgeschlossen. Darin bilden die 1. und die 2. Schaumkalkbank markante Gesimse, die eine natürliche Steilwand verursachen. Eine Hangverflachung oberhalb markiert den Übergang zu den Orbicularis-Schichten im Hangenden. | 200000 1000 × 200        | Typ: Prallhang, Felswand/-hang Art: Kalkstein                                                                     | Hanganriss/Felswand            | wertvoll           | FFH-Gebiet                                             |                                 |
| Romberg SE von Sendelbach                               |                | 677R010   | Lohr am Main Position                  | Spessart                     | Der morphologisch augenfällige ehemalige Umlaufberg des Mains ist weitgehend von ältestpleistozänen bis mittelpleistozänen Schottern bedeckt, die stellenweise auf gut erkennbaren Flussterrassen zu finden sind. Der Berg ist als Naturschutzgebiet geschützt. Ein 1,4 km langer Naturlehrpfad führt durch Sandmagerrasen und Sandäcker. | 650000 1000 × 650        | Typ: Umlauf-/Durchbruchsberg Art: Sandstein                                                                       | Hanganriss/Felswand            | wertvoll           | Naturschutzgebiet, Landschaftsschutzgebiet, FFH-Gebiet |                                 |
| Flugsande am Saupürzel NE von Karlstadt                 | weitere Bilder | 677R011   | Karlstadt Position                     | Westliche Fränkische Platten | Am Saupürzel nordöstlich von Karlstadt sind Flugsande verbreitet. Sie gehören zum Bereich der Karlstädter Trockengebiete, die als Naturschutzgebiet ausgewiesen sind. Die Entstehung der Dünen ist am Ort durch Schautafeln verdeutlicht. | 260000 650 × 400         | Typ: Dünenfeld Art: Sand                                                                                          | kein Aufschluss                | bedeutend          | Naturschutzgebiet, FFH-Gebiet                          |                                 |
| Umlaufberg Achtelsberg NW von Hafenlohr                 |                | 677R012   | Hafenlohr Position                     | Spessart                     | Der morphologisch augenfällige, etwa 1,5 km lange ehemalige Umlaufberg des Mains wird entlang der Längserstreckung von jungen Talsedimenten des Hafenlohr-Bachs und des Lauter-Grunds begrenzt und erhebt sich ca. 80 m über dieses Auenniveau. Am Achtelsberg können die Terrassen-Niveaus bei 185 m und 200 m über NN nachgewiesen werden, die im Altpleistozän erzeugt wurden. | 1500000 1500 × 1000      | Typ: Umlauf-/Durchbruchsberg Art: Sandstein                                                                       | Hanganriss/Felswand            | wertvoll           | Landschaftsschutzgebiet, Naturpark                     |                                 |
| Mainschleife bei Urphar                                 |                | 677R013   | Kreuzwertheim Position                 | Spessart                     | Bei Urphar wurde durch den Main sehr eindrucksvoll ein ca. 100 m hoher Prallhang herauspräpariert. Es bildete sich ein 4 km langer und an der schmalsten Stelle nur 450 m breiter Umlaufberg. | 2000000 4000 × 500       | Typ: Prallhang Art: Sandstein, Tonstein                                                                           | Prallhang/Flussbett/Bachprofil | wertvoll           | Landschaftsschutzgebiet, FFH-Gebiet, Naturpark         |                                 |
| Aufgel. Muschelkalk-Steinbruch am Frohnberg bei Ansbach |                | 677A019   | Roden Position                         | Westliche Fränkische Platten | Der aufgelassene Muschelkalk-Steinbruch am Westhang des Frohnbergs bei Ansbach erschließt Unteren Muschelkalk. Trotz beginnenden Bewuchses ist an zahlreichen Stellen Unterer Muschelkalk 1 und 2 (Wellenkalk) sowie die Oolithbank Beta 2 aufgeschlossen. Letztere enthält massenhaft tierische Fossilien (Schalenreste), während der Wellenkalk vor allem Spurenfossilien (Bioturbation) aufweist. | 11000 110 × 100          | Typ: Schichtfolge, Sedimentstrukturen, Tierische Fossilien 4 Spurenfossilien Art: Kalkstein                       | Steinbruch                     | wertvoll           | kein Schutzgebiet                                      |                                 |
| Hölzlesgraben bei Fuchsenmühle                          |                | 677R014   | Karbach Position                       | Spessart                     | Der gut 400 Meter lange und bis zu acht Meter hohe Bachanriss des Hölzlesgrabens bietet im unteren Bereich, unmittelbar oberhalb der Fuchsenmühle Aufschlüsse im Plattensandstein. Selten ist Schrägschichtung zu beobachten. Im obersten Bereich ist Rötquarzit aufgeschlossen, wo sich ein kleinerer Wasserfall gebildet hat. Die Wasserführung ist witterungsbedingt stark schwankend. Gelegentlich sind Pflanzenfossilien (u. a. Wurzeln von Koniferen) zu finden. Aufschlüsse bestehen nur an wenigen Stellen, da die steilen Talflanken stark verrollt und teilweise zugewachsen sind. In der Literatur beschriebene Aufschlüsse von Solling-Sandstein und der Unteren Röttonsteine sind kaum noch vorhanden. Eine auffällige Verbreiterung des Grabens an der Nordflanke (nur wenig unterhalb der Mitte des Hölzlesgrabens) könnte auf Abbautätigkeit zurückzuführen sein, da der anstehende Plattensandstein häufig als Baumaterial Verwendung fand. Annähernd parallel zum Bach verläuft ein Forstweg, der unabhängig von der Wasserführung Einblicke in die Schlucht gewährt. | 4300 430 × 10            | Typ: Schlucht, Gesteinsart, Lagerungsverhältnisse Art: Sandstein, Quarzit                                         | Hanganriss/Felswand            | wertvoll           | Landschaftsschutzgebiet, Naturpark                     |                                 |